# ノモス
ノモス（古希: νόμος, pl.: νόμοι, 古代ギリシア語ラテン翻字: nomos）は、古代ギリシアにおいて用いられた社会概念で、法律、礼法、習慣、掟、伝統文化といった規範を指した。語源は「分配する」を意味する動詞のnemeinで、ノモス本来の原義は「定められた分け前」である。そこからポリス社会が氏族制をとった古い時代には「神々・父祖伝来の伝統によって必然的に定められた行動規範」と認識されていた。
ポリス社会が高度に発展して民主主義と自然哲学の出現した紀元前5世紀になると、ノモスの名で認識されていた規範は自由を束縛する意味のない因習・強制力と見られるようになった。新興のソフィスト達はこの社会的要請に応え、新たな規範として「自然」、「ものの本来あるがままの姿」を意味するピュシスあるいはフュシス（古希: φύσις, 古代ギリシア語ラテン翻字: physis）を持ち出してノモスからの開放を唱え、弱肉強食に代表されるような自然の規範を、人為的、主観的なノモスに掣肘されずに人間社会もとるべきとしてピュシスのあり方を探求した。 主な論者にカリクレス、アンティポン、ヒッピアスがいた。
こうした風潮に異議を唱えたのがソクラテスや彼の弟子のプラトンであり、彼らはピュシスそのものがノモスと不可分なものであると唱えてノモスの尊重を主張した。
英語の「～の知識体系」、「～の秩序法則」を意味する接尾辞“-nomy”の語源はノモスであり、また、以下の意味にも発展している。
- 現代ギリシアの行政区画。ペリフェリエスの下位組織で、県とも訳される。ギリシャの地方行政区画(w:Peripheries of Greece、w:Nome (Greece))を参照。
- 古代エジプトの行政区画セパト sepat をギリシア系の支配者が統治したプトレマイオス朝時代にギリシア語に置き換えたもの[6]。ノモス (エジプト) を参照。